# Heinz-Peter Großmann
Heinz-Peter Großmann (* 23. Oktober 1957) ist ein ehemaliger deutscher Fußballspieler. Nach dem Ende seiner aktiven Laufbahn, in der der Abwehrspieler unter anderem für den SC Viktoria Köln und den MSV Duisburg in der 2. Bundesliga spielte, war er im Amateurbereich als Trainer tätig.

## Sportlicher Werdegang
Großmann entstammt der Jugend des 1. FC Köln, für dessen Reservemannschaft er Ende der 1970er Jahre in der Verbandsliga Mittelrhein bzw. nach Einführung der Oberligen 1978 in der Oberliga Nordrhein als jeweils höchster Amateurspielklasse auflief. 1979 wechselte er innerhalb Kölns zum SC Viktoria Köln in die 2. Bundesliga Nord, wo er unter Trainer Ernst-Günter Habig auf Anhieb Stammspieler in der Defensive des Zweitligisten war. Dabei trug er mit einem Tor in 34 Saisonspielen mit dem vierten Tabellenrang in der Spielzeit 1979/80 zum besten Ergebnis der Vereinsgeschichte bei – Rot-Weiss Essen als Teilnehmer an den Aufstiegsspielen hatte jedoch acht Punkte Vorsprung. In der folgenden Spielzeit stand er in 41 Spielen in der Startelf als der Klub knapp den Klassenerhalt verpasste. Aufgrund der Einführung der eingleisigen 2. Bundesliga im Sommer 1981 wurden die Ergebnisse der letzten drei Jahre in Platzziffern umgerechnet und dann jeweils die zehn besten Mannschaften aus dem Norden sowie Süden identifiziert, dabei landete die Viktoria auf dem elften Platz und trat den Gang in die Oberliga an. Als Vizemeister der Oberliga-Spielzeit 1981/82 verpasste Großmann mit der Mannschaft hinter BV 08 Lüttringhausen den direkten Wiederaufstieg, war aber als Vertreter der Oberliga Nordrhein für die Deutsche Amateurmeisterschaft 1982 teilnahmeberechtigt. Hier kam im Viertelfinale mit zwei 1:4-Niederlagen gegen den späteren Titelträger 1. FSV Mainz 05 frühzeitig das Aus.
Im Sommer 1982 verließ Großmann die Viktoria und schloss sich dem Zweitligisten MSV Duisburg an, der aus der Bundesliga abgestiegen war. Unter Siegfried Melzig etablierte er sich nach seinem ersten Einsatz für die Zebras am dritten Spieltag als Stammkraft. Nach dessen Entlassung im April 1983, da sich der Klub nur im mittleren Tabellenbereich wiederfand, war er unter Günter Preuß sowie dessen Nachfolger Luis Zacarias, der ihn in seinem ersten Spiel pausieren ließ, weiterhin Stammspieler. Nach einer Verletzung zu Beginn des letzten Saisondrittels der Spielzeit 1983/84 kam er insgesamt nur zu 29 Saisoneinsätzen, war aber am Saisonende wieder fit und trug zum Erreichen des Relegationsplatzes bei. Nach der 0:5-Hinspielniederlage gegen Eintracht Frankfurt ersetzte Zacarias ihn im Rückspiel durch Dietmar Schacht, das 1:1-Remis war jedoch zu wenig. 
Nach zwei Jahren in Duisburg kehrte Großmann 1984 zur Kölner Viktoria zurück, mit der er in der Oberliga-Spielzeit 1984/85 den siebten Platz belegte. Nach nur einem Jahr zog er zum VfL Hamm/Sieg weiter, der als Meister der Verbandsliga Rheinland in die drittklassige Oberliga Südwest aufgestiegen war. In der Spielzeit 1986/87 spielte er mit dem Klub als Dritter um den Aufstieg in die 2. Bundesliga, ansonsten rangierte die Mannschaft vornehmlich im vorderen Mittelfeld abseits des Aufstiegsrennens. In der Spielzeit 1992/93 rettete dann nur die bessere Tordifferenz vor dem Wiederabstieg in die Viertklassigkeit, anschließend beendete Großmann, der zeitweise als Spielertrainer die Geschicke der Mannschaft geleitet hatte, seine aktive Laufbahn.
Nach Tätigkeiten bei Bayer 04 Leverkusen, wo er unter anderem dem seinerzeitigen Amateurtrainer Peter Hermann zuarbeitete, und dem SC Kapellen-Erft trainierte Großmann zwischen Sommer 1995 und März 1997 den Wuppertaler Stadtteilverein TSV Ronsdorf und anschließend die SpVgg Oberaußem-Fortuna sowie bei Borussia Wuppertal. Ab 2000 war wieder in Köln und Umfeld tätig: nach zwei Jahren beim Kreisligisten TSV Weiß übernahm er 2002 den BC Berrenrath 1926. Nach der Fusion des Klubs mit der Spielvereinigung 1919 Hürth-Hermülheim zum FC Hürth war er für die Fusionsmannschaft verantwortlich, mit der er 2008 in die Mittelrheinliga aufstieg. Aufgrund gesundheitlicher Probleme mit seinem Knie gab er Anfang Januar 2011 den Trainerposten an Armin Görgens ab und übernahm den Posten des Sportlichen Leiters bei den Hürthern. In seiner neuen Funktion entließ er Görgens nach nur einem Spiel, Trainerassistent Thomas Klimmeck übernahm fortan. Dieser wurde wiederum Mitte April nach einem verbalen Rundumschlag gegenüber einer Gratiszeitung von seinem Posten enthoben, Großmann sprang bis zum Saisonende wieder als Trainer ein. Im Sommer 2011 holte er Rudolf Müller als neuen Trainer, ehe er selbst im Dezember des Jahres als Sportlicher Leiter zurücktrat.
Hauptberuflich war Großmann auch parallel zu seiner Trainertätigkeit als Immobilienmakler tätig.